# Parastrophius echinosoma
Parastrophius echinosoma là một loài nhện trong họ Thomisidae.
Loài này thuộc chi Parastrophius. Parastrophius echinosoma được Eugène Simon miêu tả năm 1903.